# ريتشارد مورتون
ريتشارد مورتون (2 فبراير 1966 بسان فرانسيسكو في الولايات المتحدة - ) (بالإنجليزية: Richard Morton)‏ هو مدرب كرة سلة ولاعب كرة سلة أمريكي في مركزي مدافع مسدد الهدف وهجوم خلفي. لعب مع إنديانا بايسرز.

## وصلات خارجية
- ريتشارد مورتون على موقع إن بي أي (الإنجليزية)
- ريتشارد مورتون على موقع سبورتس رفرنس (الإنجليزية)
- ريتشارد مورتون على موقع كرة السلة الأوروبية.كوم (الإنجليزية)
- ريتشارد مورتون على موقع كلية كرة السلة في سبورتس رفرنس.كوم (الإنجليزية)
- ريتشارد مورتون على موقع ريلجم (الإنجليزية)
- ريتشارد مورتون على موقع بروبوليرز (الإنجليزية)